# Jure
Jure je moško osebno ime.

## Izvor imena
Ime Jure je različica moškega osebnega imena Jurij.

## Pogostost imena
Po podatkih Statističnega urada Republike Slovenije je bilo na dan 31. decembra 2007 v Sloveniji število moških oseb z imenom Jure: 6.579. Med vsemi moškimi imeni pa je ime Jure po pogostosti uporabe uvrščeno na 35. mesto.

## Osebni praznik
V koledarju je ime Jure zapisano pri imenu Jurij.

## Znane osebe
- Jure Franko, alpski smučar
- Jure Košir, alpski smučar
- Jure Robič, ultramaratonski kolesar
- Jure Pirc, poslovnež
- Jure Zupan, kemik in politik